# Sway Calloway
 (juillet 2017).
Si vous disposez d'ouvrages ou d'articles de référence ou si vous connaissez des sites web de qualité traitant du thème abordé ici, merci de compléter l'article en donnant les références utiles à sa vérifiabilité et en les liant à la section « Notes et références ».
Pour les articles homonymes, voir Calloway.
Sway Calloway), né le 3 juillet 1970, mieux connu sous le nom de Sway, est un rappeur américain, journaliste et producteur exécutif de MTV News. 

## Discographie
| Album |
| --- |
| Concrete Jungle - Sortie: 1990 - Chart Positions: N/A - Last RIAA certification: N/A - Single : In Control                             |
| This or That - Sortie: 1999 - Chart Positions: #107 US, #30 R&B/Hip-Hop - Last RIAA certification: - Singles : The Anthem, Get You Mad |
| Back 2 Basics - Sortie: 2005 - Chart Positions : - Last RIAA certification : - Single : I Don't Think So                               |